# Hij zingt omdat-i het niet zeggen kan
Hij zingt omdat-i het niet zeggen kan is een lied van de Nederlandse zanger Henny Vrienten uit 2014. Het stond in hetzelfde jaar als vierde track op het album En toch....

## Achtergrond
Hij zingt omdat-i het niet zeggen kan is geschreven door Henny Vrienten en geproduceerd door Daniël Lohues. Het is een Nederlandstalige softrocklied dat een liefdesverklaring is in de vorm van een lied. In het nummer wordt verteld dat het in deze vorm wordt gedaan, omdat hij het niet gewoon kan vertellen. Het lied was onderdeel van de comeback van de zanger, waar En toch... het eerste soloalbum van de zanger in 23 jaar was. De basgitarist te horen op het lied is de zoon van Henny; Xander Vrienten.

## Hitnoteringen
Het lied was bij uitbrengen geen groot commercieel succes. Het was niet in de Nederlandse hitlijsten te vinden. Ook de Vlaamse Ultratop 50 werd niet behaald, maar er was wel een notering in de Ultratip 100. Het kwam daar tot de 82e plaats.